# Limenitis phera
Limenitis phera är en fjärilsart som beskrevs av Hans Fruhstorfer 1915. Limenitis phera ingår i släktet Limenitis och familjen praktfjärilar. Inga underarter finns listade i Catalogue of Life.